# Agnelli József
Agnelli József (Szakolca, 1852. február 23. – Holics, 1923. augusztus 6.) – növénynemesítő, római katolikus pap.

## Életrajza
Az Esztergomi Papnevelő Intézetben végzett, 1876-ban szentelték pappá. 1876–1877 között Laksárújfaluban , 1877–1883 között Holicson káplán, 1884-től Csáriban, 1914-től Holicson volt plébános. Az egyik első és legismertebb magyarországi burgonyanemesítő volt, aki közel kétszáz fajta burgonyát, illetve több újfajta kukoricát és dinnyét is nemesített. Leghíresebb burgonyafajtái – a Magyar Kincs, a Parasztkedvelő – Franciaországban, Németországban és az USA-ban is elterjedtek.
Ipari és gyógynövényeket is termelt.
1896-ban a milleneumi kiállításon díszoklevelet nyert. Tudományos eredményeit a Magyar Gazdák Lapján kívül a Pharmazeutische Post, a Wiener Landwirtschaftliche Zeitung, a Droguisten Zeitung, illetve a Journal Pharmaceutique de New York közölte.

## Főbb munkái
- Über die Cultur der Arzneipflanze (Szakolca, 1893)
- A gyógy- és műszaki növények termesztése. (Sopron, 1915)